# Верхняя Орловка (посёлок)
Верхняя Орловка — посёлок в Таловском районе Воронежской области России.
Входит в состав Вознесенского сельского поселения.

## География
В посёлке имеется одна улица — Дорожная.

## История
В 1927 году, во время осуществления государственной программы по заселению земель, из поселка Чулок Бутурлиновского района несколько семей переселили на новое место жительства немного западнее современного расположения Верхней Орловки. Посёлок стал называться Коммуной, и позже сдвинулся на место современного посёлка, получив новое название — Сталинский. Затем он стал называться Чулоцкий, а впоследствии обрёл свое настоящее название — Верхняя Орловка.

## Население
| 2010 |
| ---- |
| 0    |